# Medelhavsstenskvätta
Medelhavsstenskvätta (Oenanthe hispanica) är en liten insektsätande tätting i släktet stenskvättor (Oenanthe). Sedan 2019 delar BirdLife Sverige upp arten i två, västlig medelhavsstenskvätta (O. hispanica) och östlig medelhavsstenskvätta (O. melanoleuca).

## Kännetecken

### Utseende
Denna lilla, slanka stenskvätta med lång stjärt uppnår en längd på 13,5-15.5 cm. Karakteristiskt är att det svarta ändbandet på stjärten inte är jämnbrett utan bredare i stjärthörnen, en egenskap den endast delar med närbesläktade nunnestenskvättan.
Båda underarterna (eller arterna, se nedan) uppvisar två olika morfer hos båda könen: en ljusstrupig (med svart ögonmask) som är vanligare hos den västliga underarten, och en mörkstrupig som dominerar hos den östliga underarten. Hanen har vitt rygg, i fräsch dräkt ockragul, och det svarta på huvudet är olikt vitryggig stenskvätta skiljt från den svarta vingen. Honan är lik hona nunnestenskvätta men är varmare brunaktig ovan och på bröstet mer jämnt gulorange.

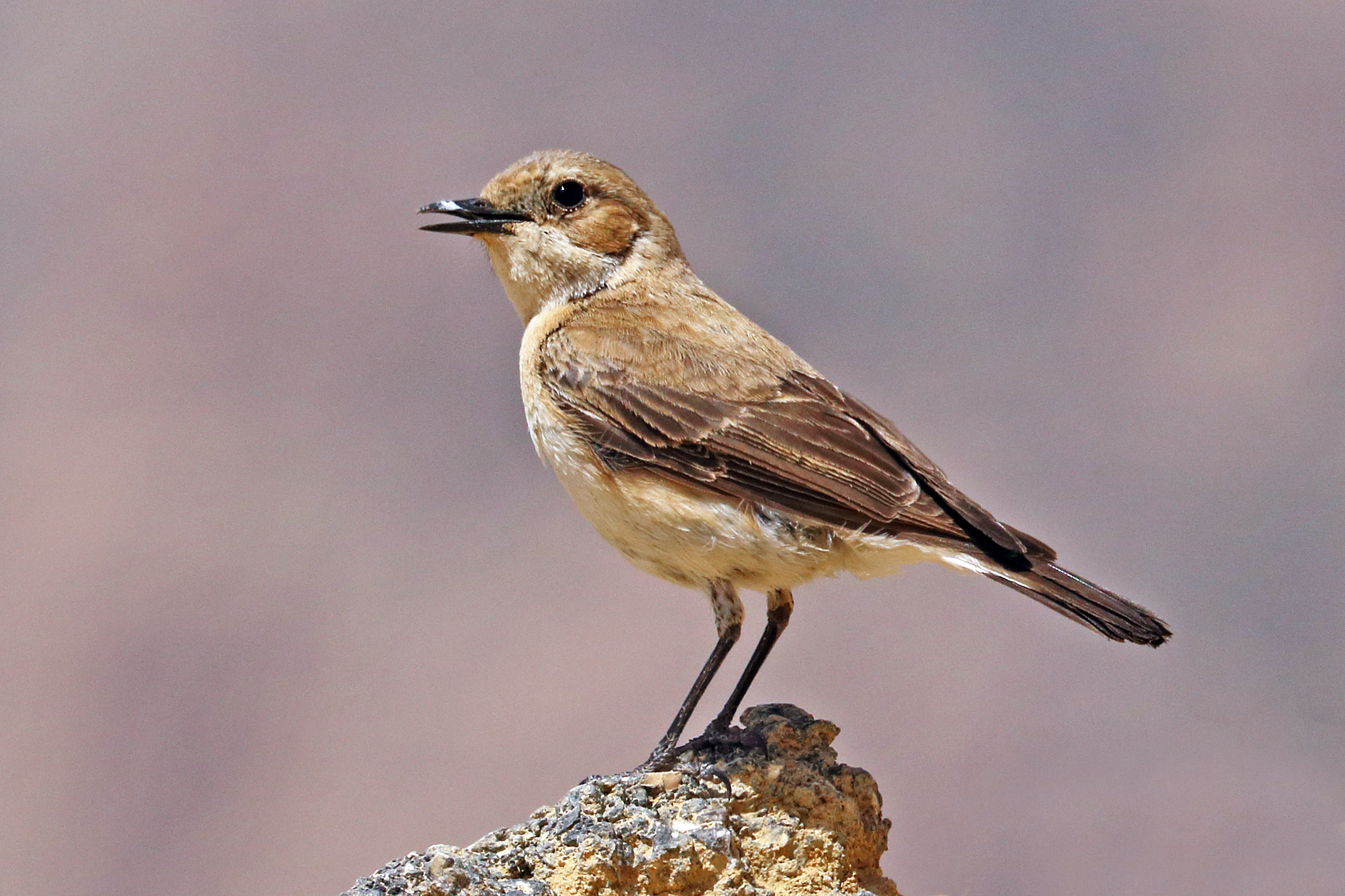
Hona av taxonet melanoleuca

Västliga hispanica har mindre ögonmask respektive haklapp hos hanen än östliga melanoleuca. Båda könen är vidare mer gulockra på bröst och rygg och har kortare handpenneprojektion.

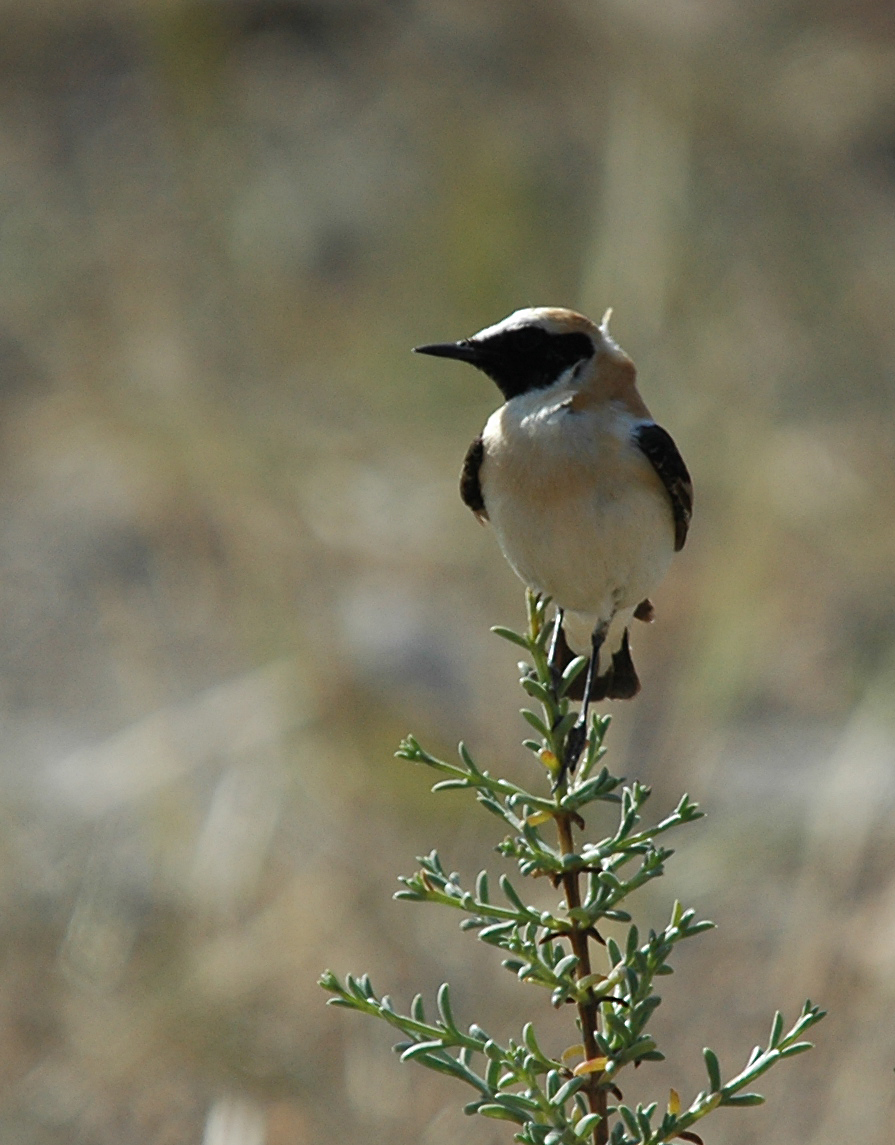
Hane av taxonet hispanica i Spanien.

### Läten
Sången består av en torr, kort och explosiv strof, påminnande om korttålärka eller en uppvarvad törnsångare, ibland med härmningar av exempelvis ladusvala eller steglits. Den är mycket lik nunnestenskvättans, möjligen med något längre strofer men kortare pauser dem emellan. Även lätena är mycket lika: sprucka "brsche" och smackande "tschack". Varningslätet är ett fallande, visslande "viy".

## Utbredning och systematik
Medelhavsstenskvättan häckar i södra Europa, Främre Asien och nordvästra Afrika. Den är en flyttfågel som övervintrar söder om Sahara. Den förekommer sällsynt i nordvästra Europa. I Sverige har den fram till 2015 observerats vid 14 tillfällen. Sex av dessa har bestämts tillhöra den östliga underarten melanoleuca och tre västlig hispanica (resten av fynden blev aldrig bestämda till underart).

### Underarter och artgränser
Medelhavsstenskvätta brukar delas upp i två underarter, en västlig och en östlig. Den västliga nominatformen häckar på Iberiska halvön, södra Frankrike, Italien, nordvästra Balkan och i Nordafrika. Den östliga, melanoleuca, häckar öster om hispanica i södra Italien och på Balkan österut till Iran.
Medelhavsstenskvätta tillhör en grupp med närbesläktade arter där även nunnestenskvätta och cypernstenskvätta ingår. Systematiken är komplicerad och omtvistad. Vissa behandlar medelhavsstenskvättan och nunnestenskvätta (Oenanthe pleschanka) som en art, främst på grund av att det i ett område öster om Kaspiska havet i Kara Bugash, förekommer 12% hybrider mellan dessa båda taxon. I andra områden är de dock mycket få. Detta antagande förstärks av Outlaw et. al 2009 som föreslår en sammanslagning av nunne- och medelhavsstensskvätta baserat på en jämförande analys av DNA. Samma studie föreslår också att cypernstenskvätta (O. cypriaca) bör behandlas som en systerart till denna sammanslagna art.
DNA-studier visar dock att nominatformen av medelhavsstenskvätta, hispanica, är den mest avvikande i hela melanoleuca-pleschanka-cypriaca-gruppen. Sedan 2019 urskiljer därför BirdLife Sverige de båda underarterna som skilda arter, västlig medelhavsstenskvätta (O. hispanica) och östlig medelhavsstenskvätta (O. melanoleuca).

### Familjetillhörighet
Tidigare fördes stenskvättorna liksom flera andra små trastlika fåglar som näktergalar, rödstjärtar och buskskvättor till familjen trastar, men dessa har efter DNA-studier visat sig vara närmare släkt med flugsnappare. 

## Levnadssätt
Medelhavsstenskvättan hittas i öppna mijöer med klippor, träd och buskar, mestadels under 600 meters höjd. Bland annat ses den längs åstränder, på klippiga och steniga sluttningar och i kargt betat landskap med inslag av cypressväxten Tetraclinis articulata, en (Juniperus) och ek eller bland pistasch, olivträd och vinodlingar. Födan består av ryggradslösa djur, frön och bär.

### Häckning
Fågeln häckar från slutet av april i Spanien, mars–juni i nordvästra Afrika och från början av maj i Armenien och Grekland. Boet, en rätt grund skål bestående av växtfibrer och mossa och fodrad med hår eller dun, placeras under en sten, en tuva eller i ett hålutrymme i marken eller i en gammal byggnad. Den lägger vanligen mellan fyra och fem ägg.

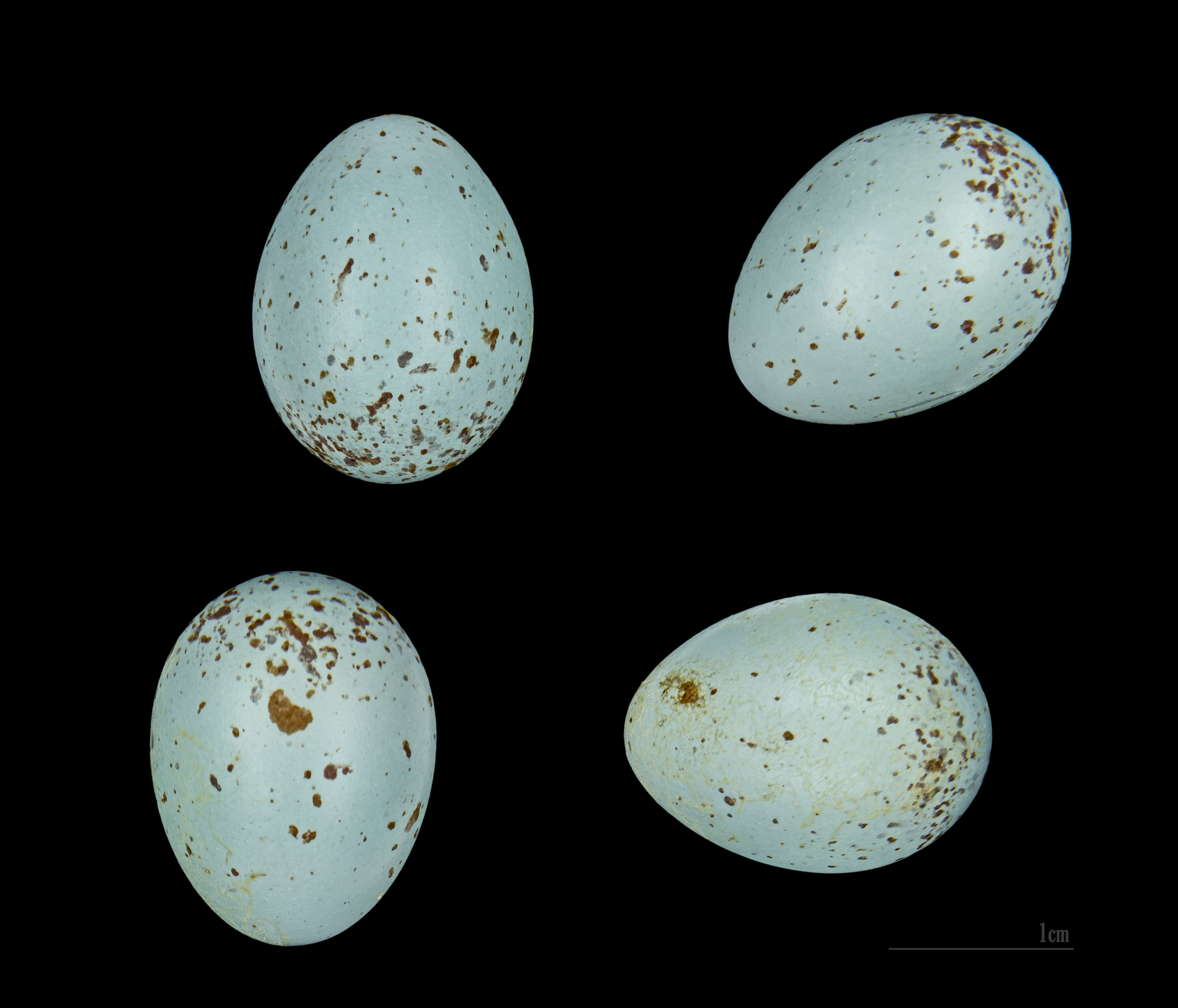
Ägg från medelhavsstenskvätta av nominatformen.

## Status och hot
Arten har ett stort utbredningsområde och en stor population, men tros minska i antal, dock inte tillräckligt kraftigt för att den ska betraktas som hotad. Internationella naturvårdsunionen IUCN kategoriserar därför arten som livskraftig (LC). I Europa tros det häcka mellan knappt 1,3 till knappt 3,7 miljoner par. Extrapolerat uppskattas världspopulationen till 4,6-13,4 miljoner vuxna individer.